# Mammelomys rattoides
Mammelomys rattoides је врста глодара из породице мишева (лат. Muridae).

## Распрострањење
Врста има станиште у Индонезији и Папуи Новој Гвинеји.

## Станиште
Врста Mammelomys rattoides има станиште на копну.

## Начин живота
Женка обично окоти по једно младунче. Врста Mammelomys rattoides прави гнезда. 

## Угроженост
Ова врста није угрожена, и наведена је као последња брига јер има широко распрострањење.

### Популациони тренд
Популациони тренд је за ову врсту непознат.